# Ступак Микола Лаврентійович
Микола Лаврентійович Ступак (нар. 2 червня 1930, село Бишів, тепер Фастівського району Київської області) — український радянський діяч, водій Київського виробничого об'єднання пасажирського автотранспорту 09122. Депутат Верховної Ради УРСР 9—10-го скликань.

## Біографія
Освіта середня спеціальна.
З 1947 року — тесляр Київського автобусного парку № 1.
У 1951—1954 роках — служба в Радянській армії.
З 1954 року — водій, водій-наставник, бригадир водіїв Київського виробничого об'єднання пасажирського автотранспорту 09122.
Член КПРС з 1962 року.
Потім — на пенсії в місті Києві.

## Нагороди
- орден Леніна
- орден Жовтневої Революції
- ордени
- медалі